# Marogong

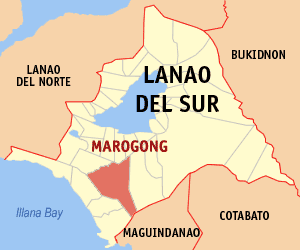
Bản đồ Lanao del Sur với vị trí của Marogong

Marogong là một đô thị hạng 4 ở tỉnh Lanao del Sur, Philippines. Theo điều tra dân số năm 2000 của Philipin, đô thị này có dân số 16.165 người trong 2.209 hộ.

## Các đơn vị hành chính
Marogong được chia ra 24 barangay.
| - Balut - Bagumbayan - Bitayan - Bolawan - Bonga - Cabasaran - Cahera - Cairantana - Canibongan - Diragun - Mantailoco - Mapantao | - Marogong East - Marogong Proper - Mayaman - Pabrica - Paigoay Coda - Pasayanan - Piangologan - Puracan - Romagondong - Sarang - Cadayonan - Calumbog |